# Георги Хаджиниколов
Георги Константинов Хаджиниколов е български часовникар, майстор на часовници (джобни, механични, електрически, стенни и кулни), създател на първата българска фабрика за часовници.

## Биография
Хаджиниколов е роден в Дупница на 29 януари 1892 г. Баща му колекционира часовници, откъдето и той се влюбва в механизмите и колекционира машини за измерване на времето. Заминава за Швейцария, където става първият българин, завършил часовникарско образование в страната.
Завръща се в България и започва да практикува часовникарския занаят. Основава първата часовникарска кооперация „Зора“ през 1920 г. Организира курсове по часовникарство. Кооперацията издава първото специализирано издание „Часовникарски преглед“. След 10 години създава първата (и единствена) в България фабрика за часовници „Гномон“. Името ѝ е термин, означаващ мачтата на слънчевите часовници, чиято сянка показва времето.
Фабрика „Гномон“ произвежда стенни и каминни часовници, но силата ѝ е в големите фасадни часовници, каквито се поставят на стени и кули на обществени сгради, гари, училища. Дело на Г; Хаджиниколов са известните часовници на църквата „Св. Седмочисленици“ в София, на Александровската болница, на Търговско-банковата гимназия в столичния квартал Лозенец, Застрахователно дружество „Български феникс“ (дн. сграда на Агенциятя по заетостта) и др.
Може би най-интересна е колекцията от изящни джобни часовници. Повечето от тях имат по 3 капака – сребърни или златни, според часовника. За да се види колко е часът, било достатъчно да се отвори първият. Другите били за красота, за тежест и да пазят часовника от напрашване. Българите носели часовника в пояса, заедно с кесията, често до ножа и пищова.
По-късно Г. Хаджиниколов усвоява и производството на електрически часовници, които заменят механичните по гарите.
Дълги години е поддържал часовниците от сбирката на цар Фердинанд. Направил е близо 70 механизма на часовникови кули из цялата страна. Негови часовници са в Хасково (1938) и Телиш (1974). Има няколко патента за изобретение.
Георги Хаджиниколов умира в София на 17 юни 1976 г.
Част от огромната му колекция, събирана от 2 поколения, се съхранява в Националния политехнически музей в София.